# Aluminiumsilicaat
Aluminiumsilicaat is een oxideachtige combinatie van aluminium, silicium en zuurstof en heeft als belangrijkste componenten kaolien en klei.
Als amorfe aluminiumsilicaat behandeld wordt met sterke zuren zoals hydrochloorzuur en hydrofluorzuur, gaat het materiaal zich gedragen als een zure vaste stof en wordt het bruikbaar in reacties als zure katalysator. Onder andere omstandigheden, als driewaardig aluminium door het omliggende vierwaardige silicium gedwongen wordt om te kristalliseren, in een tetraëdrische symmetrie, ontstaat een gedeeltelijke elektronendeficiëntie aan de aluminiumkant die fungeert als Lewiszuur, of, als het reageert met water, als geconjugeerd brønstedzuur. Natuurlijke en synthetische zeolieten kunnen dergelijke kristallijne aluminiumsilicaten zijn als aluminium wordt toegevoegd bij de synthese.